# Гас
Гасовито агрегатно стање је једно од четири агрегатна стања (остала су чврсто стање, течно стање, и плазма). Чист гас може да се састоји од индивидуалних атома (нпр. племенити гас као што је неон), елементалних молекула који се састоје од једног типа атома (нпр. кисеоник), или молекула једињења формираних од различитих атома (нпр. угљен-диоксид). Гасовите смеше садрже различите чисте гасове. Гас се разликује од течности и чврсте материје по томе што постоји огромна сепарација између индивидуалних честица. Та сепарација обично чини безбојне гасове невидљивим за људско око. Интеракције гасних честица у присуству електричног и гравитационог поља се сматрају занемарљивим, што је представљено константним векторима брзине на слици. Један тип добро познатог гаса је пара.
Гасовито стање материје се налази између стања течности и плазме, при чему плазма представља горњу температурну границу гасова. На граници доњег краја температурне скале леже дегенеративни квантни гасови, који задобијају све више пажње. Атомски гасови високе густине који су супер -хлађени до изузетно ниских температура се класификују по њиховом статистичком понашању као било Босеов гас или Фермијев гас.

## Елементални гасови
Једини хемијски елементи који су стабилни на стандардној температури и притиску (СТП) су мултиатомски хомонуклеарни молекули: водоник, азот и кисеоник; плус два халогена, флуор и хлор. Ти гасови, кад су груписани заједно са монатомским племенитим гасовима: хелијумом (He), неоном (Ne), аргоном (Ar), криптоном (Kr), ксеноном (Xe) и радоном (Rn), се називају елементалним гасовима. Алтернативно они су понекад називају „молекуларним гасовима“ да би се разликовали од молекула који су такође хемијска једињења.

## Етимологија
Реч гас је неологизам који је првобитно користио у раном 17. веку Фламански хемичар Ј.Б. ван Хелмонт. Ван Хелмонтова реч изгледа да је била једноставно фонетска транскрипција грчке речи χάος хаос – г се у холандском изговара као ч и „лоч“ – у ком случају је Ван Хелмонт једноставно следио устаљену алхемијску употребу, првобитно кориштену у радовима Парацелсуса. Следствено Парацелсусовој терминологији, хаос значи нешто попут „ултра-разређене воде“.
Једна алтернативна верзија је да је Ван Хелмонтова реч коруптирана од gahst (или geist), са значењем дух или спирит. То је зато што су поједини гасови сугерисали натприродно порекло, као што је њихова способност узроковања смрти, манифестовања пламена, и услед њихове појаве у „рудницима, на днима бунара, у црквеним двориштима и другим усамљеним местима“.

## Физичке карактеристике
Пошто је многе гасове тешко директно уочити, они се описују коришћењем четири физичка својства или макроскопске карактеристике: притиском, запремином, бројем честица (хемичари их групишу у молове) и температуром. Те четири карактеристике су за мноштво гасова у различитим околностима изучавали научници као што су Роберт Бојл, Жак Чалс, Џон Далтон, Жозеф Луј Ге-Лисак и Амедео Авогадро. Њихове детаљне студије су ултимативно довеле до развоја математичких односа између тих својстава, која су изражена као закон идеалног гаса (погледајте испод секцију о поједностављеним моделима).
Гасне честице су знатно размакнуте једна од друге, и консеквентно имају слабије интермолекуларне силе од течних и чврстих материја. Те интермолекуларне силе произилазе из електростатичких интеракција између честица гаса. Истоветно наелектрисане површине различитих честица гаса се одбијају, док се супротно наелектрисани региони различитих честица гаса међусобно привлаче; гасови који садрже перманентно наелектрисане јоне су познати као плазме. Гасовита једињења са поларним ковалентним везама садрже перманентну неравнотежу наелектрисања и стога имају релативно јаке интермолекуларне силе, мада нето молекулско наелектрисање остаје неутрално. Пролазна, рандомно индукована наелектрисања постоје дуж неполарних ковалентних веза молекула и електростатичке интеракције узроковане њима се називају Ван дер Валсовим силама. Интеракције тих интермолекуларних сила варирају унутар супстанце што одређује многа физичка својства која су јединствена за сваки гас. Поређење тачки кључања за једињења формирана јонским и ковалентним везама доводи до тог закључка. Кретање честица дима на слици даје известан увид у понашање гаса при ниском притиску.
У поређењу са другим стањима материје, гасови имају малу густину и вискозитет. Притисак и температура утичу на честице унутар одређене запремине. Та варијација у сепарацији и брзини честица се назива компресибилност. Сепарација и величина честица утичу на оптичка својства гасова, као што се може видети на списку индекса рефракције. Коначно, честице гаса се удаљавају једна од друге подвргавајући се процесу дифузије да би се хомогено дистрибуирале у било којој посуди.

## Макроскопска својства
При посматрању гаса, типично се усвоји референтни оквир или скала дужина. Веће скале распона кореспондирају макроскопској или глобалној тачки гледишта гаса. Тај регион (који се назива запремина) мора да буде довољно велик да би садржао велики узорак честица гаса. Резултирајућа статистичка анализа узорка те величине производи „просечно“ понашање (и.е. врзину, температуру или притисак) свих честица гаса у региону. У контрасту с тим, мање скале распона кореспондирају микроскопском или корпускуларном гледишту.
Макроскопски, карактеристике гаса се мере било у виду самих честица гаса (брзине, притиска, или температуре) или њиховог окружења (запремине). На пример, Роберт Бојл је изучавао пнеуматску хемију током мале порције своје каријере. Један од његових експеримената је везан за макроскопска својства притиска и запремине гаса. У његовом експерименту је кориштена Ј-цев манометра која изгледа као епрувета у облику слова Ј. Бојл је заробио инертни гас у затвореном крају цеви слојем живе, чиме је остварио константан број честица и температуру. Он је приметио да са повећањем притиска у гасу, додавањем живе у цев, долази до смањења запремине гаса (што је познато као инверзан однос). Бојл је исто тако уочио да је производ притиска и запремине у сваком експерименту константан. Тај однос се одржава за сваки гас, тако да је Бојл формулисао закон, (PV=k), који носи његово име у знак његовог доприноса овом пољу.
Постоје многи математички алати за анализу својстава гаса. Кад се гасови подвргну екстремним условима, ти алати постају нешто комплекснији, од Ојлерових једначина за невискозни проток до Навијер–Стоксових једначина за потпуно описивање вискозних ефеката. Те једначине су адаптиране на услове датог гасног система. Бојлова лабораторијска опрема је омогућила употребу алгебре за добијање аналитичких резултата. Његови резултати су били могући зато што је он изучавао гасове при релативно ниским притисцима где се они понашају у "идеалном" маниру. Ти идеални односи су применљиви на прорачуне безбедности за разноврсне услове летења користећи мноштво материјала. Технолошка опрема која је у данашње време у употреби је дизајнирана за безбедно изучавање егзотичнијих операционих окружења, у којима се гасови више не понашају у "идеалном" маниру. Ти сложенији прорачуни, укључујући статистику и мултиваријабилни рачун, омогућавају решавање таквих комплексних динамичких ситуација, као што је поновни просторни улаз возила. На пример анализа повратка спејс-шатла је приказана на слици. Прорачуном се осигурава да су својства материјала под таквим напонским условима одговарајућа. У таквом режиму летења, гас се више не понаша идеално.

### Притисак
Симбол којим се означава притисак у једначинама је "p" или "P", а СИ јединица је паскал.
При описивању суда с гасом, термин притисак (или апсолутни притисак) се односи на просечну силу по јединици површине коју гас врши на површину суда. У тој запремини, понекад је лакше да се визуелизују честице гаса у праволинијском кретању, док се не сударе са судом (погледајте дијаграм на врху чланка). Сила коју гас врши на честице суда током судара је промена момента честице. Током судара мења се само нормална компонента брзине. Честица која се креће паралелно да зидом не мења свој моменат. Стога просечна сила на површини мора да буде просечна промена линеарног момента свих колизија.
Притисак је сума свих нормалних компоненти силе коју врше честице које се сударају са зидом суда, подељена са површином зида.

### Температура
Симбол који се користи за означавање температуре у једначинама је , са СИ јединицом келвин.
Брзина честица гаса је пропорционална њиховој апсолутној температури. Запремина балона у снимку се смањује кад се заробљене честице гаса успоре урањањем балона у екстремно хладни азот. Температура било ког физичког система је повезана са кретањем честица (молекула и атома) које сачињавају систем. У статистичкој механици, температура је мера просечне кинетичке енергије честице. Методи очувања ове енергије су диктирани степенима слободе самих честица (модом енергије). Кинетичка енергија додата (у ендотермном процесу) честицама гаса путем колизија производи линеарно, ротационо, и вибрационо кретање. У контрасту с тим, молекул у чврстој материји може једино да повећа своје вибрационе модове додатком топлоте, јер структура кристалне решетке спречава његово линеарно и ротационо кретање. Молекули загрејаног гаса имају већи опсег брзине који константно варира услед константних судара са другим честицама. Опсег брзина се може описати помоћу Максвел–Болцманове дистрибуције. Употреба ове дистрибуције подразумева присуство идеалних гасова у близини термодинамичке равнотеже за разматрани систем честица.

### Специфична запремина
Симбол који се користи за обележавање специфичне запремине у једначинама је , са СИ јединицом кубни метар по килограму. Симбол који се користи за обележавање запремине у једначинама је , са СИ јединицом кубни метар.
У термодинамичкој анализи, типично се говори о интензивним и екстензивним својствима. Својства која зависе од количине гаса (било по маси или запремини) се називају екстензивним својствима, док се својства која нису зависна од количине гаса називају интензивним својствима. Специфична запремина је пример интензивног својства, јер је то однос запремине окупиране јединицом масе гаса који је идентичан широм система у равнотежи. 1000 атома једног гаса заузимају исти простор, као било којих 1000 атома другог гаса на датој температури и притиску. Тај концепт се лакше визуелизује код чврсте материје, као што је гвожђе, која није компресивна попут гасова. Пошто гас попуњава сваки суд у коме се налази, запремина је екстензивно својство.

### Густина
Симбол који се користи за означавање густине у једначинама је ρ (ро), са СИ јединицом килограм по кубном метру. Ова величина је реципрочна специфичној запремини.
Пошто молекули гаса могу слободно да се крећу у суду, њихова маса се нормално изражава густином. Густина је количина масе по јединици запремине супстанце, или инверзна вредност специфичне запремине. Код гасова, густина може да варира у широком опсегу пошто су честице слободне да се приближе једна другој кад су ограничене притиском или запремином. Ова варијација густине се назива компресибилношћу. Попут притиска и температуре, густина је променљива стања гаса, и промена густине током било ког процеса је подложна законима термодинамике. За статички гас, густина је иста широм целокупног суда. Густина је стога скаларна величина. Може се показати уз помоћ кинетичке теорије да је густина инверзно пропорционална величини суда у коме је фиксна маса гаса затворена. У случају фиксне масе, густина се смањује са повећањем запремине.

## Микроскопска својства
Кад би било могуће да се види гас под моћним микроскопом, видела би се колекција честица (молекула, атома, јона, електрона, етц.) без било каквог дефинитивног облика или запремине, које се мање-више рандомно крећу. Те честице неутралног гаса једино мењају правац кад се сударе са другим честицама или са зидовима суда. У идеалном гасу, ти судари су перфектно еластични. Стога честице или микроскопски поглед на гас се могу описати кинетичком молекуларном теоријом. Претпоставка на којој се та теорија заснива се може наћи међу постулатима кинетичке теорије.

### Кинетичка теорија
Кинетичка теорија пружа увид у макроскопска својства гасова путем разматрања њихове молекуларне композиције и кретања. Почевши са дефиницијама момента и кинетичке енергије, могу се користити конзервација момента и геометријски односи коцке да би повезала својства макроскопског система, температуре и притиска, са микроскопским својством кинетичке енергије молекула. Теорија пружа просечне вредности та два својства.
Теорија такође објашњава како гасни систем одговара на промене. На пример, са загрејавањем гаса од апсолутне нуле, кад је (у теорији) перфектно непокретан, његова унутрашња енергија (температура) се повећава. Са загрејавањем гаса, честице се убрзавају и његова температура расте. То доводи до већег броја судара са судом по јединици времена услед повећане брзине честица условљене повећаном температуром. Притисак се повећава пропорционо са бројем судара у јединици времена.

### Брауново кретање
Брауново кретање је математички модел који се користи за описивање рандомног кретања честица суспендованих у флуиду. Анимација честица гаса, користећи љубичасте и зелене честице, илуструје како то понашање доводи до ширења гасова (ентропија). Ови догађаји су такође описани теоријом честица.
Пошто је то на граници (или изван) данашње технологије да разматра индивидуалне честице гаса (атома или молекула), једино теоретски прорачуни дају сугестије о начину њиховог кретања. То кретање се разликује од Брауновог кретања, зато што Брауново кретање обухвата глатко повлачење сила трења многобројних молекула гаса, пресецано оштрим сударима појединачних (или мноштва) молекула гаса са честицом. Честица (која се генерално састоји од милиона или милијарди атома) се стога креће променљивим курсом, мада не у толикој мери као што би се очекивало од појединачних молекула гаса.

### Интермолекуларне силе
Тренутна привлачења (или одбијања) између честица утичу на динамику гаса. У физичкој хемији, те интермолекуларне силе се називају ван дер Валсовим силама. Те силе имају кључну улогу у одређивању физичких својстава гаса, као што су вискозитет и брзина протока (погледајте секцију о физичким карактеристикама). Игнорисање тих фила у одређеним условим (погледајте кинетичку молекуларну теорију) омогућава третирање реалног гаса као идеалног гаса. Та претпоставка омогућава употребу закона о идеалним гасовима, што у знатној мери поједностављује прорачуне.
За адекватну коришћење тих гасних односа неопходна је сагласност са кинетичком молекуларном теоријом (КМТ). Кад честице гаса поседују магнетни набој или интермолекуларне силе оне постепено утичу једне на друге, пошто се растојање између њих редукује (модел водоничне везе илуструје један такав пример). У одсуству наелектрисања, у извесној тачки кад је растојање између честица гаса знатно редуковано оне не могу више да избегну сударе међу собом на температурама нормалног гаса. Још један случај повећања броја судара међу честицама гаса је фиксна запремина гаса, која након загревања садржи веома брзе честице. Идеалне једначине пружају релативно добре резултате изузев под условима екстремно високог притиска (услед компресибилности) или високе температуре (услед јонизације). Ови изузетни услови омогућавају пренос енергије унутар гасног система. Одсуство тих унутрашњих трансфера се назива идеалним условима, у којима долази до размене енергије само на границама система. Реални гасови подлежу сударима и интермолекуларним силама. Кад су судари статистички занемарљиви (некомпресибилни услови), решења идеалних једначина су корисна. Ако су честице гаса високо компресоване, оне се понашају попут течности (погледајте динамику флуида).

## Поједностављени модели
Једначина стања (за гасове) је математички модел који се користи за грубо описивање или предвиђање својстава стања гаса. До сад није развијена јединствена једначина стања која прецизно предвиђа особине свих гасова под свим околностима. Стога је већи број прецизних једначина стања развијен за гасове на специфичним опсезима температуре и притиска. „Модели гаса“ који су најшире разматрани су „перфектни гас“, „идеални гас“ и „реални гас“. Сваки од тих модела има свој сопствени сет претпоставки којима се омогућава анализа датог термодинамичког система. Сваки сукцесивни модел проширује температурни опсег покрића на којем се примењује.

### Идеални и перфектни гасни модели
Једначина стања за идеални или перфектни гас је закон о идеалним гасовима и он је формулисан као
{\displaystyle PV=nRT,}
где је P притисак, V је запремина, n је количина гаса (у моларним јединицама), R је универзална гасна константа, 8,314 J/(mol K), и T је температура. Написан на овај начин, он се понекад назива „хемичарском верзијом“, пошто се наглашава број молекула n. Он се такође може написати као
{\displaystyle P=\rho R_{s}T,}
где {\displaystyle R_{s}} означава специфичну гасну константу за дати гас, у јединицама J/(kg K), и ρ = m/V је густина. Ова нотације „гасно динамичарска“ верзија, која је практичнија у моделовању протока гаса у коме долази до убрзања без хемијских реакција.
Закон о идеалним гасовима не прави претпоставке од специфичној топлоти гаса. У најопштијем случају, специфична топлота је функција температуре и притиска. Ако се зависност од притиска у специфичним применама занемари (а вероватно и зависност од температуре), понекад се за гас каже да је перфектан гас, мада прецизна претпоставка може да варира у зависности од аутора и/или научног поља.
За идеални гас, закон о идеалним гасовима је применљив без ограничења у погледу специфичне топлоте. Идеални гас је поједностављење „реалног гаса“ са претпоставком да фактор компресибилности Z има вредност 1, што значи да тај пнеуматски однос остаје константан. Фактор компресибилности од 1 такође претпоставља да четири променљива стања следе закон о идеалним гасовима.
Ова апроксимација је подеснија за апликације у инжењерству мада се једноставнији модели могу користити да би се произвели приближни опсези у којима реална решења требају да буду. Један пример где би „апроксимација идеалног гаса“ била подесна је унутрашњост коморе за сагоревање млазног мотора. Она такође може да буде корисна у одржавању елементарних реакција и хемијских дисоцијација при прорачуну емисија.

### Реални гас
Свака од доле наведених претпоставки додаје комплексност решењу проблема. Са повећањем густине услед повећања притиска, интермолекуларне силе имају све значајнију улогу у понашању гаса што доводи до тога да закон идеалних гасова више не пружа употребиве резултате. На горњем крају температурног опсега машине (нпр. секције где се одвија сагоревање – 1300 K), комплетне честице горива апсорбују унутрашњу енергију путем ротација и вибрација које узрокују варијације њихових специфичних топлота у односу на вредности диатомских молекула и племенитих гасова. На температури која је више него двапут већа, почиње да се јавља електронско побуђивање и дисоцијација честица гаса, те долази до прилагођавања притиска већем броју честица (прелаз из гаса у плазма). За све термодинамичке процесе се узима да односе на униформне гасове чије брзине варирају у складу са фиксном дистрибуцијом. Коришћење неравнотежних ситуација подразумева да је поље протока окарактерисано на неки начин тако да се може наћи решење једначине. Један од првих покушаја проширивања граница закона идеалног гаса је било уврштавање подршке за разне термодинамичке процесе подешавањем једначина у облик  = константа и затим варирање n путем различитих вредности као што су односи специфичних топлота, γ.
Ефекти реалног гаса обухватају подешавања која су урађена да бу се узео у обзир најшири опсег понашања гаса:
- Ефекти компресибилности (Z може да варира око 1,0)
- Променљиви топлотни капацитет (специфична топлота варира са температуром)
- Ван дер Валсове силе (у контексту компресибилности могу да замене друге једначине стања)
- Неравнотежни термодинамички ефекти
- Питања молекуларне дисоцијације и елементарних реакција варијабилне композиције.

За већину апликација, таква детаљна анализа је прекомерна. Примери ситуација где „ефекти реалног гаса“ могу да имају значајан утицај су улазак Спејс Шатла, где су присутне екстремно високе температуре и притисци, или гасови произведени током геолошких догађања као што је ерупција планине Редоубт приказана на слици.

## Историјска синтеза

### Бојлов закон
Могуће је да је Бојлов закон био први израз једначине стања. Године 1662. Роберт Бојл је извео серију експеримената користећи цев Ј-облика, која је била затворена на једном крају. Жива је додавана у цев, чиме је заробљена фиксна количина ваздуха у кратком, затвореном крају цеви. Затим је запремина гаса пажљиво мерена док је жива додавана у цев. Притисак гасе се може одредити из разлике нивоа живе у кратком и дугачком отвореном крају цеви. Слика Бојлове опреме приказује неке од егзотичних алата које је он користио у својим изучавањима гасова.
Путем тих експеримената, Бојл је уочио да притисак извршен на гас на константној температури реципрочно варира са променом запремине гаса. На пример, ако се запремина преполови, притисак се удвостручује; и ако се запремина удвостручи, притисак се преполовљује. Имајући у виду инверзан однос притиска и запремине, производ притиска (P) и запремине (V) је константан (k) за дату масу ограниченог гаса докле год је температура константна. Изражено формулом, то је:
{\displaystyle PV=k}
Пошто се раније и касније запремине и притисци односе на фиксну количину гаса, док је температура константна, може се написати следећа једначина:
{\displaystyle \qquad P_{1}V_{1}=P_{2}V_{2}.}

### Шарлов закон
Године 1787, француски физичар и пионир лета балоном, Жак Шарлс, утврдио је да се кисеоник, азот, водоник, угљен-диоксид, и ваздух шире у истој мери преко интервала од 80 келвина. Он је уочио да је за идеални гас на константном притиску запремина директно пропорционална температури:
{\displaystyle {\frac {V_{1}}{T_{1}}}={\frac {V_{2}}{T_{2}}}}

### Геј-Лисаков закон
Године 1802, Геј Лисак је објавио резултате сличних, мада опширнијих експеримената. Геј-Лисак је био упознат са Шарлсовим ранијим радом, те је именовао закон у његову част. Геј-Лисаково име носи закон којим се описује притисак, који је он објавио 1809. По том закону притисак који врши идеални гас на зидове суда је пропорционалан са температуром.
{\displaystyle {\frac {P_{1}}{T_{1}}}={\frac {P_{2}}{T_{2}}}\,}

### Авогадров закон
Године 1811, Амедео Авогадро је потврдио да једнаке запремине чистог гаса садрже исти број честица. Његова теорија није била широко прихваћена до 1858. кад је италијански хемичар Станислао Канизаро објаснио неидеалне изузетке. За његов рад са гасовима, број који носи његово име Авогадрова константа представља број атома присутних у 12 грама елементарног угљеника-12 (6,022×1023 −1). Овај специфични број гасовитих шестица, на стандардној температури и притиску (закон идеалних гасова) заузима 22,40 литра, што се назива моларном запремином.
Авогадров закон тврди да је запремина заузета идеалним гасом пропорционална броју молова (или молекула) присутних у суду. Тиме се формулише термин моларне запремине гаса, која на СТП је 22,4 dm3 (или литра). Релација је дата са
{\displaystyle {\frac {V_{1}}{n_{1}}}={\frac {V_{2}}{n_{2}}}\,}
где је н једнак броју молова гаса (броју молекула подељених Авогадровим бројем).

### Далтонов закон
Године 1801, Џон Далтон је објавио Закон парцијалних притисака на бази свог рада на односима идеалних гасова: Притисак смеше нереактивних гасова је једнак суми притисака свих конституентних гасова појединачно. Математички, то се може представити за n врста као:
Притисактотал = Притисак1 + Притисак2 + ... + Притисак
Слика Далтоновог журнала приказује симбологију коју је он користио за концизно ажурирање пута који је следио. Међу кључним запажањима из његовог журнала након мешања нереактивних "еластичних флуида" (гасова) је следеће:
- За разлику од течности, тежи гасови не падају на дно након мешања.
- Идентитет честица гаса нема значаја у одређивању коначног притиска (они се понашају као да је величина занемарљива).

## Специјалне теме

### Компресибилност
Термодинамичари користе овај фактор (Z) да измене једначине идеалног гаса да би узели у обзир ефекте компресибилности реалних гасова. Овај фактор представља однос стварне и идеалне специфичне запремине. Он се понекад назива "фаџ-фактором" или корекцијом да би се проширио корисни опсег закона идеалног гаса за употребу у дизајну. Обично је вредност Z веома близу јединице. График фактора компресибилности илуструје како Z варира преко опсега веома хладних температура.

### Рејнолдсов број
У механици флуида, Рејнолдсов број је однос инерцијалних сила и вискозних сила (μ/L). То је један од најважнијих бездимензионих бројева у динамици флуида, и обично се користи заједно са другим бездимензионим бројевима, да би се омогућио критеријум за одређивање динамичке сличности. Као такав, Рејнолдсов број пружа пружа везу између резултата моделовања (дизајна) и стварних услова на пуној скали. Он се такође може користити за карактерисање протока.

### Вискозитет
Вискозитет је физичко својство које је мера степена у коме суседни молекули приањају један за други. Чврста материја може да се одупре сили смицања захваљујући јачини својих интермолекулских сила. Флуид се константно деформише кад се подвргне сличном оптерећењу. Док гас има нижу вредност вискозитета од течности, вискозитет је још увек уочљив. Кад гасови не би имали вискозитет, они не би приањали за површину крила и формирали гранични слој. Студија делта крила у Шлиреновој слици приказује да честице гаса приањају једна за другу (погледајте секцију о граничном слоју).

### Турбуленција
У динамици флуида, турбуленција или турбулентни проток је режим протока који је карактеризован хаотичним, стокастичким променама својстава. То обухвата низак моменат дифузије, високи моменат конвекције, и брзе варијације притиска и брзине у простору и времену.

### Гранични слој
Честице имају тенденцију да се задржавају на површини објекта који се креће кроз њих. Тај слој честица се назива граничним слојем. На површини објекта, он је есенцијално статичан услед трења са површином. Објекат, са својим граничним слојем је ефективно има нови облик који остали молекули „види“ кад се објекат приближава. Тај гранични слој може да одвоји површину, есенцијално креирајући нову површину и комплетно мењајући пут протока. Класични пример тога је заустављајући аеропрофил. Слика делта крила јасно показује задебљавање граничног слоја при протоку гаса здесна налево, дуж водеће ивице.

### Принцип максималне ентропије
Кад се тотални број степена слободе приближава бесконачности, систем се налази у макростању које кореспондира највишем мултиплицитету. Да би се илустровао тај принцип, погледајте површинску температуру смрзнуте металне шипке. Користећи термалну слику површинске температуре, може се уочити дистрибуција температуре на површини. То иницијално опажање температуре представља "микростање." У неком будућем времену, друга опсервација површинске температуре производи друго микростање. Настављајући тај опсервациони процес, могуће је произвести серију микростања којом се илуструје термална историја површине шишке. Карактеризација ове серије историје макростања је могућа путем бирања макростања која их успешно класификују у појединачне групе.

### Термодинамичка равнотежа
Кад пренос енергије са система престане, то стање се назива термодинамичком равнотежом. Обично ти услови подразумевању да су систем и окружење на истој температури, тако да се топлота више не преноси између њих. То исто тако подразумева да су спољне силе балансиране (да не долази до промене запремине), и да су све хемијске реакције унутар система комплетиране. Хронологија тих догађаја варира у зависности од система у питању. Суду од леда који се топи на собној температури потребни су сати, док у полупроводницима пренос топлоте који се одвија у транзицију уређаја из укљученог до искљученог стања може да буде реда неколико наносекунди.